# Sân bay Bydgoszcz Ignacy Jan Paderewski
Sân bay Bydgoszcz Ignacy Jan Paderewski (IATA: BZG, ICAO: EPBY) (tiếng Ba Lan: Port lotniczy im. Ignacego Jana Paderewskiego Bydgoszcz-Szwederowo) là một sân bay khu vực ở thành phố Bydgoszcz, Ba Lan. Sân bay này nằm cách trung tâm thành phố 3 km. Đây là sân bay lớn thứ 10 ở Ba Lan về lưu lượng khách. Sân bay có một đường băng 2500 m x 60 m và một nhà ga. Quy hoạch 2007-2013 bao gồm việc kéo dài đường băng và xây một nhà ga hàng hóa.

## Các hãng hàng không và các tuyến điểm
- Ryanair (Birmingham, Barcelona - Girona, Dublin, London-Stansted, Dusseldorf-Weeze, Glasgow-Prestwick)
- LOT (Warsaw)
- Charter (Antalya, Burgas, Crete, Dubrovnik, Enfidha, Heraklion, Hurghada, Lanzarote, Monastir, Rhodes, Sharm El Sheikh, Taba)

## Số liệu thống kê
| Năm  | Lượt khách | Hàng (kg) | Lượt chuyến |
| ---- | ---------- | --------- | ----------- |
| 2004 | 25.354     | 267,854   | 2.359       |
| 2005 | 38.682     | 338,937   | 1.359       |
| 2006 | 133.009    | 340,503   | 2.685       |
| 2007 | 181.,576   | 411,052   | 3.092       |

- Số liệu từ Văn phòng hàng không dân dụng Ba Lan (Urząd Lotnictwa Cywilnego):